# Béguinage Saint-Christophe de Liège
 (janvier 2013).
Le béguinage Saint-Christophe de Liège situé rue Frère-Michel, entre la rue Jonfosse, la rue Sur-la-Fontaine et la rue Saint-Gilles, est un cas particulier. C'est un « collège de béguinages ». Il est dirigé par quatre prieures et se compose au départ d'une mosaïque de petits convents qui disposent d'une dotation particulière : les béguinages sont des membres du Collège Saint-Christophe. Les béguines des convents sont une centaine en 1533. Cent-vingt-sept béguines en 1740 en fait de loin le plus grand béguinage de Liège. Il n'a pas d'église spécifique, associé à l'église Saint-Christophe de Liège. Le béguinage Saint-Christophe gère également l'hôpital Tirebourse, la léproserie de Florichamps, le Potage d'åble, maison d'entraide, et au XVIIIe siècle gère une école.

## Situation
À la fin du Moyen Âge, l'aspect du quartier Saint-Christophe, dans le faubourg d'Avroy, était bien différent de celui qu'il sera au XVIIe siècle. À cette époque, un bras de la Sauvenière se détachait, la rivière delle Fontaine Saint-Lambert, située au milieu de l'actuelle rue Sur-la-Fontaine qui enserrait ainsi une île ou plusieurs ruisseaux aboutissaient. Comme tous les béguinages du Moyen Âge, il était aux portes de la ville, ici la porte d'Avroy, en dehors des murs de la Cité, ici la Cité de Liège, et à proximité d'un cours d'eau, ici l'areine de Gersonfontaine qui se jetait dans la Rivière delle fontaine Saint-Lambert et souvent près d'un hôpital, en l'occurrence les maisons hospitalières Tirebourse et Florichamp, eux aussi hors de l'enceinte de la Cité,,.

## Du bas Moyen Âge à la révolution liégeoise

### L'Île-aux-Bégards - L'Île-aux-Béguines
Contrairement aux béguinages flamands, le béguinage du XVe siècle n'avait pas encore d'enceinte. Ce n'est qu'à partir du XVIIe siècle que tous les convents de Saint-Christophe seront enfermés dans une enceinte. On sortait de la Cité de Liège hors château pour accéder au rivage d'Avroy où l'on pouvait accéder par les Porte et Tour des Bégards à une île formée par un bras de la Sauvenière. Appelée au XIVe siècle l'Île au béguines, la toponymie laisse à croire qu'elle s'appelait primitivement Île au bégards.

### Un ensemble de vingt-cinqConvents
Saint-Christophe avait donc, en son collège, de multiples maisons conventuelles qui relevaient d'une organisation unique, mais qui étaient disséminées dans le même quartier. On retrouve ces convents ou béguinages au Moyen Âge à Liège quasi tous autour de Saint-Christophe, où leur fondateur probable, Lambert le Bègue, avait vécu. À la fin du Moyen Âge, ils ne porteront plus que le nom commun de Béguinage Saint-Christophe : le receveur, faisant le relevé des distributions de grains à toutes les béguines, parle de convent. La liste de 1553, sur un total de 92 béguines, en cite 80 groupées dans les convents.

### Incendie du faubourg en 1468
La prise de Liège en 1468, fut désastreuse pour le béguinage. Sous les ordres de Frédéric de Gosselar, seigneur de Wittem, le faubourg d'Avroy, comprenant toute la rive gauche du bras de la Meuse, la Sauvenière, est incendié. Les cloches de l'église sont emmenées à Abbeville et une partie du trésor disparaît, car l'année suivante, le pape Paul II accordait des indulgences aux fidèles qui aideraient à la restitution des livres et ornements, ainsi qu'à ceux qui participeraient à la restauration des édifices Sainte-Marie et Saint-Christophe. Le Béguinage de La-Rose est transformé en jardin, certains sont détruits, et de nouveaux apparaissent.

### Disparition de l'Île-aux-Béguines
L'île aux béguines disparaît, le ruisseau étant comblé la rue ne s'appelle plus que Sur-la-Fontaine Saint-Lambert. Quant au ruisseau séparant Liège et Avroy, qui de l'emplacement de la rue Grandgagnage en longeant l'hôpital Tirebourse, allait rejoindre le bras de la Meuse, la Sauvenière, vers la rue Lonhienne actuelle, malgré les travaux d'entretien du béguinage qui avait un ouvrier spécialisé pour ce faire, il commence à se tarir, même en recevant l'eau de l'areine de Gersonfontaine. Un conseiller de la cité de Liège, Mathieu Lambrecht, et Constant de Confloixhe avaient été autorisés à capter l'eau en amont de Tirebourse pour actionner leur moulin près de la fontaine Saint-Lambert, au bout de cette même rue, au coin de la rue Lonhienne. Grave préjudice pour les béguines qui n'avaient plus d'écoulement d'eaux ménagères, et qui portèrent l'affaire devant le tribunal des XXII et le conseil ordinaire de la cité. Les béguines eurent gain de cause auprès d'Ernest de Bavière, mais cela n'empêcha pas le ruisseau de disparaître au siècle suivant quand l'areine de Gersonfontaine fut détournée.

### Regroupement des convents
Le béguinage va se regrouper sans que l'on puisse discerner les étapes. En 1568, 45 maisons sont incendiées rue Sur-la-Fontaine. Le béguinage abandonne les  convents de la rue Sur-la-Fontaine, de même que ceux de la rue Saint-Christophe, l'actuelle Rue Saint-Gilles, et s'installe rue Neuve, qui deviendront au XIXe siècle rue des Béguinages et rue Tirebourse, à l'écart des grands passages. 
Ce ne fut pourtant pas suffisant pour éviter les troubles des habitants du quartier.

### Construction de l'enceinte du béguinage
Le recteur du béguinage, Arnould de Loncin, commence les travaux d'enceinte du béguinage et y inclut des portes. Les habitants du quartier les démolissant au fur et à mesure de leur érection, le bailli d'Avroy, Claude de Lamet, fut sollicité. Le Conseil de la Cité s'y opposait, précisant que la servitude avait toujours existé, mais après avoir visité les lieux, autorisa à fermer les trois "avenues", avec meurailles et portes fermantes, ..., à condition qu'icelles portes ne se tiendrons fermées depuis l'aube du jour jusques à la nuicte ... . Le béguinages reçut donc, dès 1623 portes et murs. Pour se venger, les habitants ne perdirent pas une occasion d'entrer dans l'enceinte du béguinage avec flûtes et tambours, dansant et criants. Le Conseil de la Cité fut une fois de plus requis et en 1635, il interdit toute manifestation, prenant les béguines sous sa protection. Une des portes fermait la rue des Chapelains, à l'angle de la rue Fassin. Une autre fermait la rue de l'Aîtex, la rue Carlier actuelle, qui longeait le cimetière. La troisième devait être du côté de la rue Tirebourse et de la rue Frère-Michel. À la fin du XVIIe siècle un recteur, François Guidon, veut supprimer les portes pour n'en garder qu'une, pour mieux surveiller les entrées. Les portes subsistèrent et Maximilien-Henri de Bavière, dans son règlement de 1686, fixa les heures de fermetures, .

### Développement du béguinage

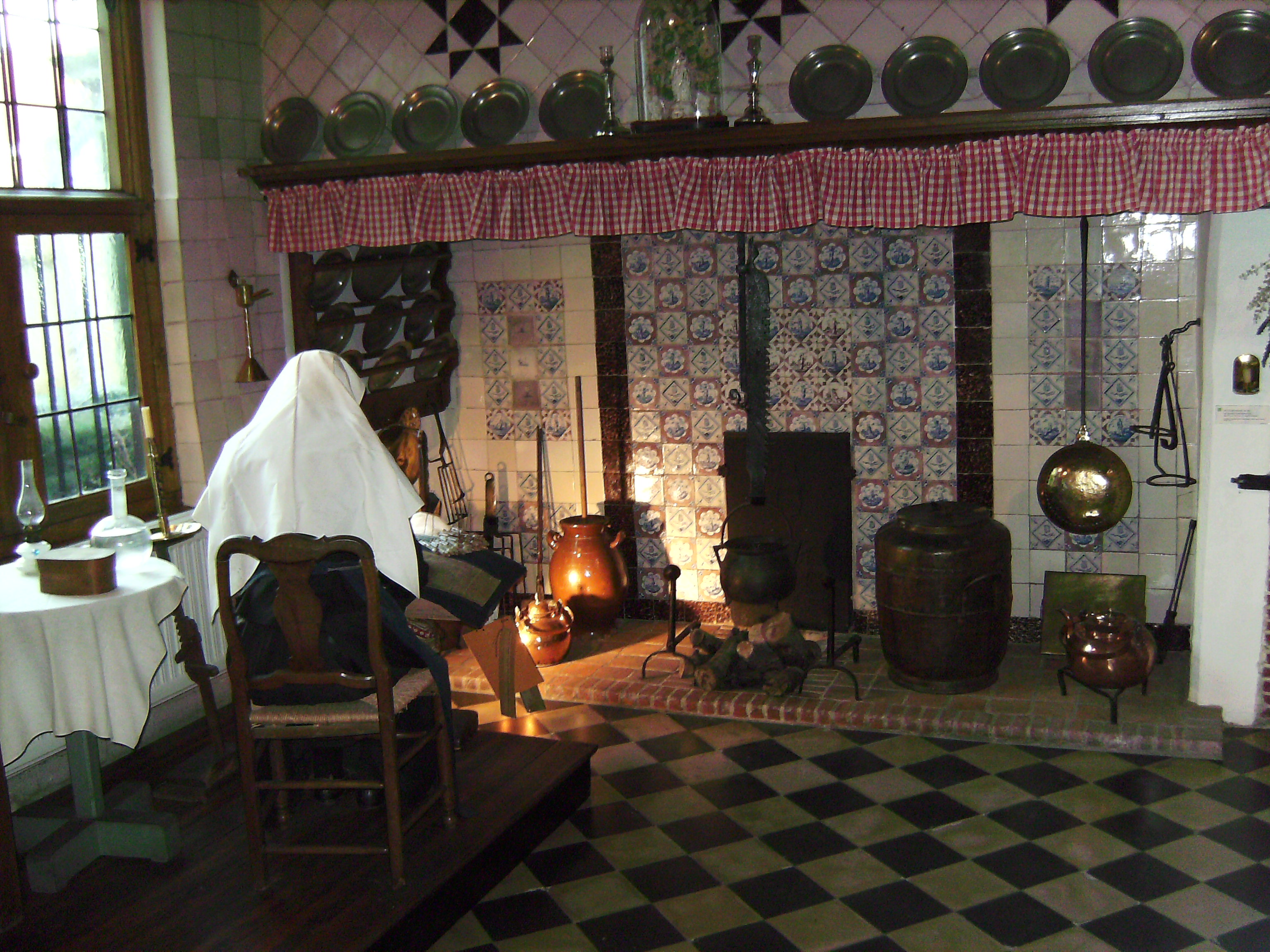
Intérieur d'un convent au XIX, Musée du Béguinage de Turnhout, Belgique

À l'intérieur de son enceinte, le béguinage continue de se développer. Douze nouvelles maisons sont construites en 1680. Au XVIIIe siècle, de nombreux terrains sont cédés à des béguines à charge de bâtir des bâtiments de même hauteur et de même aspect, qui donneront cette allure uniforme que l'on devine d'après le plan de 1827, par souci d'embellissement, les maisons trop vieilles sont démolies, on en acheva une nouvelle quinzaine entre 1725 et 1760, du côté de Tirebourse et de la rue Frère-Michel.
Les deux allées se coupaient presque à angle droit, celle du Béguinage, anciennement nommée rue Neuve, et celle menant à Tirebourse. C'était de petites maisons au toit d'ardoises, généralement d'un étage, et précédées d'un jardinet. Les béguines occupaient seules, ou avec quelque parente ou étrangère admise, les quatre pièces qui les composaient. Quelques bâtiments, plus vastes, étaient réservés aux prieures, ou abritaient tout un groupe de sœurs qui n'occupaient chacune qu'une seule pièce.
Les murs et portes sont d'un entretien coûteux, les serrures sont souvent facilement forcées, et du côté de la rue Frère Michel les habitants amoncèlent les déchets qui permettent aux voleurs d'escalader l'enceinte. Les murs sont cependant souvent mitoyens et sont donc souvent réaménagés à frais partagés. Georges-Louis de Berghes met fin à ce désordre par un édit en septembre 1739. Si on avait beaucoup construit, il restait encore dans l'enceinte des jardins et des vergers. Ceux qui entouraient l'hôpital Tirebourse, du côté de Jonfosse, étaient loués à des étrangers.

### Destruction de Tirebourse
L'hôpital Tirebourse fut démoli en 1776 et reconstruit plus à l'intérieur du béguinage, son emplacement fut aménagé en nouveaux jardins et loués. Du même côté, une prairie servait à blanchir le linge de l'église, de l'hôpital et des béguines. On y accédait par la maison d'une des prieures qui devait livrer passage. Un autre jardin, appelé le grand jardin, longeait la rue Frère-Michel et fut loué, à la fin du XVIIIe siècle à la famille d'une béguine

### Un béguinage sans église
L'église était antérieure à l'établissement des premières béguines dans le quartier : elle existait déjà en 1159. Elle dépendait primitivement de la cure d'Avroy, Sainte-Véronne.  Mais, dès avant 1183, Saint Christophe était déjà érigé en paroisse. Les béguines vont se grouper autour, et c'est sans doute à cause de cette proximité qu'elles n'auront jamais une église particulière ni l'autonomie spirituelle que la majorité des béguinages de Flandres obtinrent à un moment plus ou moins avancé de leur évolution. Saint-Christophe aura toujours ce caractère spécifique d'être à la fois béguinal et paroissial. Trop petite au XIIIe siècle, elle fut reconstruite dans un style de transition romano-gothique proche de son état actuel.

### Les eaux usées
Le problème de l'écoulement des eaux était toujours aussi grave à cette époque qu'au XVIe siècle. Un canal collecteur aboutissait rue Sur-la-Fontaine, l'entrée était couverte de pierres. Il se remplissait vite, et il fallait sans cesse le faire vider et nettoyer. De petites ouvertures ou postis étaient pratiquées dans les murs des jardins des béguines et près de l'église pour faciliter l'écoulement en cas de débordement. Il semble que l’évêque lui-même se préoccupa de ce problème puisqu'en 1779 on fit à sa demande des transformations pour les décharges des eaux de pluie.

### Velbrück installe une école
François-Charles de Velbrück, qui avait décidé d'ouvrir des écoles gratuites dans différents couvents, désigna une maison de prieure du côté de Tirebourse pour servir de local à l'intérieur de l'enceinte.

### Droit de passage de l'Abbaye de Saint-Laurent
On ne sait depuis quand l'abbaye de Saint-Laurent possédait un droit de passage. Tirebourse était installé sur l'alleu de l'abbaye, et on peut imaginer que les moines, lors de la construction de l'enceinte se réservèrent un droit de passage. Lors de la démolition de l'hôpital, en 1776, une étroite allée est ménagée à travers les jardins, et une porte est installée du côté de la rue Jonfosse. Une seconde porte donnait accès au béguinage. La sœur habitant la maison la plus proche était chargée d'ouvrir et de fermer à la communauté de Saint-Laurent. En 1780, l'abbé réclama les deux clefs afin de passer à travers le béguinage en procession pour acquitter les obligations qu'il avait à remplir au monastère de Saint-Jacques. Après plusieurs entrevues, il est convenu qu'il garderait les clefs de la porte de Jonfosse; à l'autre porte, on mettait une sonnette dont le tirant serait logé dans une cassette de laquelle il aurait aussi la clef. Ce système se révéla peu pratique, et deux ans plus tard, le curé fut chargé de remettre au prélat une nouvelle clef d'un nouveau verrou. Mais de la sorte le système devenait inutilisable pour le béguinage. On changea encore une fois de serrure pour qu'elle puisse ouvrir des deux côtés. Une clef resta alors à la compterie.

### La compterie
Comme la cure, la compterie était en dehors de l'enceinte. La première se trouvait sur le cimetière de Saint-Christophe au fond du jardin du presbytère actuel. Un rapport fait sous le régime français, précise qu'une issue donnait sur le presbytère et que les écuries étaient communes. La maison du receveur donnant sur la chaussée Saint-Gilles, c'était là qu'il engrangeait les denrées amenées par les débiteurs. Elle est entièrement reconstruite en 1759 mais ses greniers sont insuffisants: une maison mitoyenne, appartenant au béguinage, avait des combles communicants où l'on entassait le surplus. C'est également à la compterie que se tenaient les assemblées des supérieures. Enfin, on y conservait les archives.

## La révolution liégeoise
Lorsque les premiers troubles de la révolution liégeoise se manifestèrent au mois d'août 1789, le curé et les prieures consentirent, à la demande des commissaires de la Cité, à ce que les gardes soient logés dans une maison appartenant au béguinage et située à côté de la compterie. À ces gardes, ils allouèrent deux louis, et le curé fut chargé de leur servir des rafraichissements à leur demande. Il fut décidé de ne plus tenir les assemblées à la compterie, ni à l'église la veille de la Saint-Gilles, et de distribuer secrètement les cantabelles aux béguines. L'année suivante, pour se conformer aux autres chapitres et maisons religieuses qui avaient offert au magistrat leurs dons patriotiques, le béguinage offrit dix louis d'or.

### Retour du prince-évêque
Le 7 février 1791, en prévision du retour du prince-évêque, il est décidé de faire des illuminations aussi longtemps que dureraient celles des citoyens. Mais les douze flambeaux qui sont prévus s'avèrent trop modestes en comparaison avec ceux des habitants du quartier et on ajoute trois pyramides garnies de lampions. Un Te Deum est chanté pour fêter ce retour. Lors de l'avènement du prince de Méan, en 1792, les illuminations sont encore renforcées, le béguinage essayant manifestement de participer aux manifestations.

### Retour des Français
La même année, les Français entrent à Liège et se logent dans les couvents. Le béguinage doit alors livrer paillasses, matelas, draps de lits et couvertures à l'Hôpital Saint-Laurent. Ces objets étant propriété de béguines, il fallut leur payer, et comme la caisse commune étaient vide, il fallut les emprunter. Les troupes françaises occasionnent très vite des surcharges de frais aux béguines et il est décidé d'octroyer des distributions supplémentaires aux béguines. Les débiteurs et tenanciers ayant fait valoir le risque qu'ils courraient à venir livrer à la compterie, les prébendes sont distribuées aux sœurs en espèce. Délogées, certaines sont forcées de déroger à la règle de la résidence, mais on estime qu'elles n'étaient pas coupable et touttes béguines quoiqu'ayant été absentes pendant les circonstances du tems devraient jouir de leurs fruits. 
Quant au bâtiment, il n'est pas facile d'évaluer les dégâts. Il fut nécessaire de boucher les fenêtres de l'église par où entraient la pluie et la neige, répare le toit de la maison du curé et remplacer ou réparer le mobilier de la compterie. Les gens du quartier profitaient du désordre général pour jeter leurs cendres et leurs détritus contre l'église et les murs du béguinage, et des recours à l’évêque sont introduits pour mettre un terme à ces abus
Il semble que jusqu'en 1794, l'organisation du béguinage ne pâtira pas de cette époque trouble: de nouvelles béguines sont encore admises et, d'après les recès, la vie semble régulière.

## La fin du béguinage
La victoire définitive des Français, en 1794, va porter à l'institution le coup fatal. Le curé et le receveur émigrent emportant une partie des archives et du trésor de l'église. Les prieures restent seules pour faire face aux difficultés et la dernière assemblée a lieu le 19 mai 1794, selon le dernier document des archives. Depuis cette date, plus aucun document ne précise la vie à l'intérieur du béguinage.

### L'administration des Hospices
Le 15 fructidor an IV (1er septembre 1796), parait la loi supprimant les établissements religieux dans les neuf départements réunis à la France. L'administration du département de l'Ourthe, considérant les béguinages comme des établissements de bienfaisance, qui n'avaient pas été touchés par cette loi, confia l'administration du béguinage à l'Administration des Hospices. Le ministre des finances prétendait au contraire que les biens de ces institutions devaient être régist par l'administration du Domaine National. Son directeur délégua des commissaires pour dresser un état des biens et revenus de la communauté. Leurs rapports établis le 10 mars 1798 attestent que le 20 ventôse an IV, il y avait à ce moment soixante-six béguines possédant leur propre maison et que la communauté détenait 677 titres de rentes et créances, tant en florins qu'en muids, pour une valeur totale de 22.135 livres, 12 sous, et cinq deniers.
De son côté la commission des Hospices s'efforça d'empêcher la vente des biens et chercha à réunir les documents capables de prouver que le béguinage était bien un établissement de bienfaisance, Elle réclama communication d'une pièce constitutive du béguinage, qui se trouvait dans les livres des Augustins de Huy, lesquels avaient été transférés à l'administration centrale, et elle fournit, à l'appui de sa thèse des extraits d'auteurs historiques. Enfin le 25 septembre 1800, les consuls décidèrent que tous les biens et revenus des établissements de secours connus sous le nom de béguinages continueraient d'être gérés par les commissions des Hospices dans l'arrondissement desquels ces établissements étaient situés.

### Restitution des archives
Aussitôt, la commission des Hospices réclama aux anciennes prieures la remise des archives. Celles-ci déclarèrent que les archives avaient été emportées par le receveur et le curé. Le receveur, rentré d'exil, prétendait qu'il ne pouvait faire revenir les archives sans le consentement des prieures. En conséquence, le préfet Desmousseaux menaça de les priver de leur pension jusqu'à restitution des registres et documents, menace qui fut exécutée rapidement. Elles cessèrent d'être considérées comme titulaires de la fondation et expulsées de leurs domiciles. Elles intentèrent un procès, mais avant que le jugement soit rendu, elles sont expulsées manu militari sur ordre du préfet. Une première décision du tribunal civil leur est favorable, mais est déclarée nulle par Desmousseaux. Un second jugement les réintègre, mais malgré celui-ci le préfet fait mettre des scellés sur les portes et fait placer une sentinelle pour leur interdire l'accès des maisons. L'affaire devient alors un conflit entre deux autorités, l'administrative et la judiciaire et un jugement de la cour de Paris, en mars 1802, considéra comme non avenu celui de Liège en faveur des prieures, et estima que cette affaire devait être traitée administrativement. Un rapport non daté des prieures à la commission des Hospices, affirme la bonne volonté de celles-ci quant au consentement de la restitution des archives, et fait connaître qu'une partie de celles-ci étaient cachées dans la maison du receveur, ce qui fut avéré par les fouilles qui y sont faites. La commission des Hospices estima qu'elle avait satisfaction et intervint auprès de la préfecture pour qu'on retire la sentinelle, qu'on lève les scellés, ce qui fut fait. Les béguines purent réintégrer leur demeure et recevoir les émoluments dont elles avaient été privées. En 1806, trente-cinq béguines, suivant l'esprit d'une ordonnance du Prince-Évêque de la fin du XVIIIe siècle, ordonnance qui tendait à réduire leur nombre pour augmenter leurs prébendes, réclamèrent en vain une augmentation de leur pension.
En 1809, les revenus de tous les béguinages de Liège sont versés à une caisse unique. Réduites au nombre de trente-neuf, les anciennes béguines de Saint-Christophe, reçoivent comme indemnité la somme de 160 francs de pension par an. Les béguines qui décédaient n'étaient pas remplacées. À leur décès, leur quartier était réservé à des filles âgées d'au moins 60 ans, indigentes ou infirmes et ne recevant que 60 francs de pension.

### Gestion par la commission des Hospices civils
Le 22 octobre 1812, il reste trente-trois béguines de première classe, c'est-à-dire nommées avant 1794 et touchant 160 francs. Les autres au nombre de quatre-vingt-sept, étaient de deuxième classe. La commission des Hospices prétendait, pour justifier ces mesures, qu'il n'y avait plus trace des anciens statuts, et qu'elle avait bien dû établir des nouveaux règlements.

### Décès des dernières béguines
L'ingérence de la commission des Hospices avait complètement modifié l'organisation, les règles et les coutumes du béguinage. Aussi bien qu'officiellement le béguinage subsista jusqu'en 1865, son histoire finit plutôt avec l'Ancien Régime.

## Liste des béguinages de Saint-Christophe

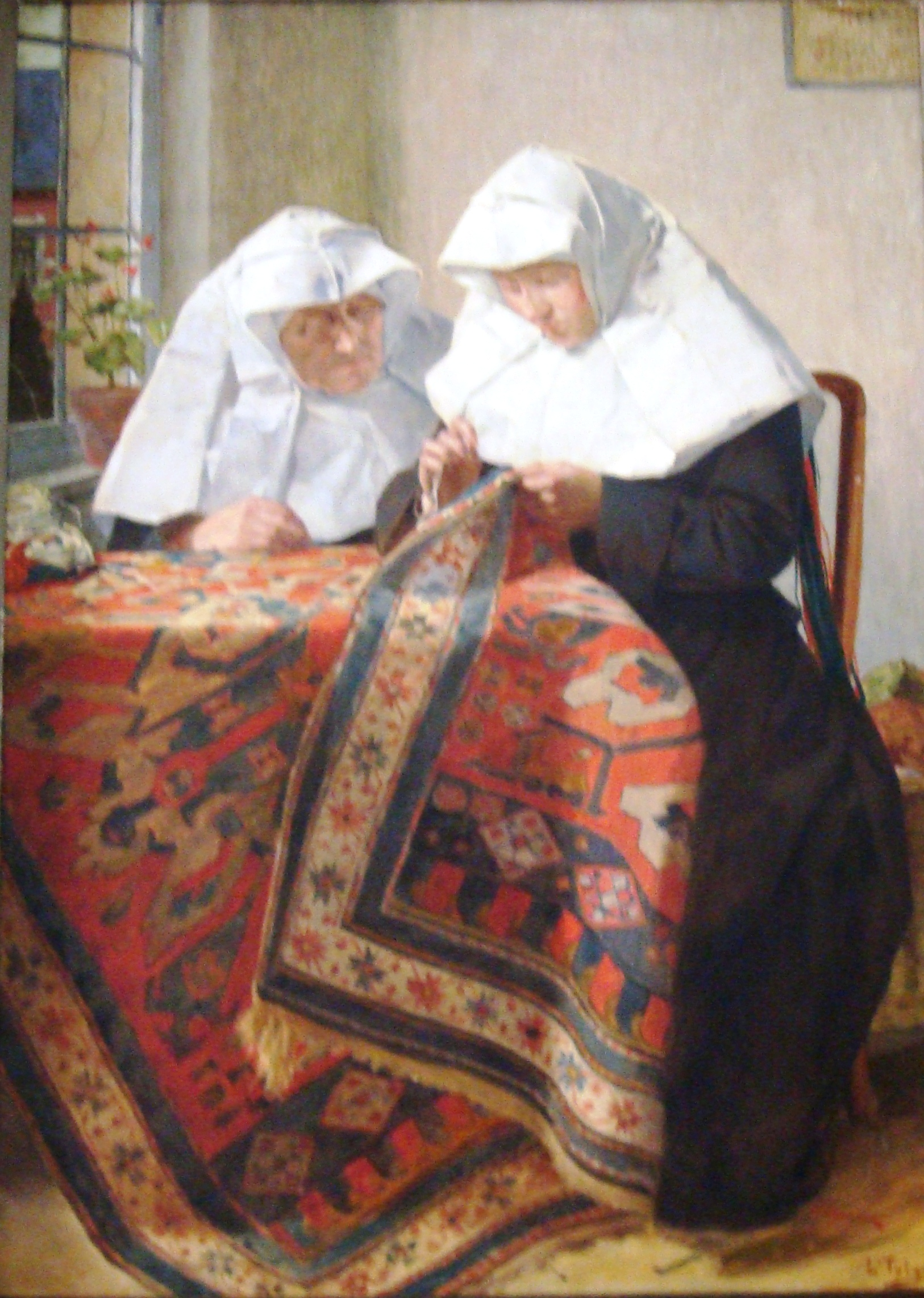
Béguines réparant un tapis d'Orient, vers 1900, Louis Tytgadt (1841–1918)

Voici les béguinages où les sources précisent membre de Saint-Christophe:
- Le Béguinage du Luminaire, rue Rivière delle Fontaine Saint-Lambert, adossé au cimetière, actuellement rue Sur-la-Fontaine, détruit lors de l'incendie de 1468
- Le Béguinage de Crisnée[38], rue Rivière delle Fontaine Saint-Lambert, adossé au cimetière, actuellement rue Sur-la-Fontaine
- Le Béguinage du Mortier, entre la ruelle qui mène à l'aître et le ruisseau séparatiste, détruit lors de l'incendie de 1468
- Le Béguinage du Convetich, rue Rivière delle Fontaine Saint-Lambert, actuellement rue Sur-la-Fontaine.
- Le Béguinage Dieu et Saint-Christophe, rue Rivière delle Fontaine Saint-Lambert, actuellement rue Sur-la-Fontaine.
- Le Béguinage de Sainte-Croix, Rue Frère-Michel
- Le Béguinage d'Ocquier, Rue Frère-Michel
- Le Béguinage de Herve, Rue Frère-Michel
- Le Béguinage de Paternostre, touchait par derrière à des maisons de la chaussée Saint-Christophe
- Le Béguinage des Gosselets, touchait par derrière à des maisons de la chaussée Saint-Christophe
- Le Béguinage de La-Rose, Chaussée Saint-Christophe, actuellement Rue Saint-Gilles, détruit lors de l'incendie de 1468 et transformé en jardin.
- Le Béguinage de Stavelot, Chaussée Saint-Christophe, actuellement Rue Saint-Gilles
- Le Béguinage de Coswarem, Rue Frère-Michel
- Le Béguinage de La-Haxhe (walon Håhè, barrière, porte du jardin)
- Le Béguinage de La-Trinité, touchait par derrière à des maisons de la chaussée Saint-Christophe
- Le Béguinage de Maxhurée, proche de l'hôpital Tirebourse
- Le Béguinage du Mauvais-Puits, proche de l'hôpital Tirebourse
- Le Béguinage du maison d'Agymont, à laquelle on accédait par une ruelle débouchant rue Jonfosse et longeant Tirebourse.
- Le Béguinage de Sarengue, sur la rivière d'Avroy, détruit lors de l'incendie de 1468
- Le Béguinage du Potage d'Ablé, rue Rivière delle Fontaine Saint-Lambert, près du ruisseau séparatoire, entre Tirebourse et Florichamp détruit lors de l'incendie de 1468, il disparut définitivement[39]
- Le Béguinage Frère-Michel, localisation inconnue, mais probablement situé dans la rue éponyme.
- Le Béguinage Saint-Jean, localisation inconnue,
- Le Béguinage Souverain-Pont, localisation inconnue,
- Le Béguinage de Hollogne, localisation inconnue,
- Le Béguinage de Naveroule, localisation inconnue,
- Le Béguinage des Changes, construit après l'incendie de 1468
- Le Béguinage Sainte-Anne, construit après l'incendie de 1468
- Le Béguinage Stiennon, construit après l'incendie de 1468
- Le Béguinage Houltgren, construit après l'incendie de 1468
- Le Béguinage Le-Veave, construit après l'incendie de 1468
- Le Béguinage Cawunnes[40], construit après l'incendie de 1468

## Sources fondamentales
- Fonds Tirebourse et Saint-Christophe aux Archives de l'État à Liège.
  - Cartulaire: Hôpital Tirebourse et Saint-Christophe, registres 1 à 18,
- Fonds français des Archives de l'État à Liège.
  - Préfectureaux Archives de l'État à Liège.